# Jacek Rydzewski
Jacek Stanisław Rydzewski (ur. 22 kwietnia 1946 w Gliwicach) – polski archeolog i muzealnik, doktor nauk humanistycznych. W latach 1995–2011 dyrektor Muzeum Archeologicznego w Krakowie.

## Życiorys
Absolwent studiów z archeologii na Uniwersytecie Jagiellońskim. Po ukończeniu studiów rozpoczął pracę zawodową w Polskiej Akademii Nauk, gdzie w 1977 obronił tytuł naukowy doktora. W 1981 rozpoczął pracę na stanowisku kierownika Oddziału Nowa Huta – Branice (filia Muzeum Archeologicznego w Krakowie), w 1995 awansował na stanowisko dyrektora tegoż muzeum, na stanowisku tym pracował do przejścia na emeryturę w 2011.

## Odznaczenia
- Brązowy Medal „Zasłużony Kulturze Gloria Artis”[3] (2011)
- Złoty Krzyż Zasługi (2011)[4]
- Odznaka „Zasłużony Działacz Kultury”
- Odznaka honorowa „Zasłużony dla Kultury Polskiej”
- Odznaka „Za opiekę nad zabytkami”
- Medal 40-lecia Polski Ludowej[2]